# ニホンイタチ
ニホンイタチ（日本鼬、Mustela itatsi、英名：Japanese Weasel）は、ネコ目イタチ科イタチ亜科イタチ属に分類される日本固有種のイタチ。シベリアイタチの亜種とする説もある。近年ではDNAレベルでの比較が可能になり、別種と判明した。

## 分布
自然分布地域は本州、四国、九州など。またネズミ駆除を目的として伊豆諸島などの島嶼部には人為的に移入された。佐渡島では一度絶滅した後に、他地域由来の個体が移入したと思われる。北海道本島では偶然の移入、本島周辺島嶼部では人為的な移入である。
沖縄県では、生態系へ著しい悪影響を及ぼすことから重点対策外来種に指定されている。

## 形態
成獣の大きさはオスとメスで異なり、オスはメスより大きい。体長は、オスが27-40 cm、メスが16-25 cm。尾長は、オスが12-16 cm、メスが7-9 cm。体重は、オスが290-650 g、メスが115-175 g。

毛色は個体により様々だが、躯体は茶褐色から黄褐色である。鼻筋周辺は暗褐色。尾の色は躯体とほぼ同色。

歯数は、切歯が上6本下6本、犬歯が上2本下2本、前臼歯が上6本下6本、後臼歯が上2本下4本、合計34本。乳頭数は、胸部は無し、腹部2対、鼠径部2対、合計8個。指趾数（指の数）は、前肢が5本、後肢が5本、合計20本。
新生子の大きさは、体重が約8-12 g。

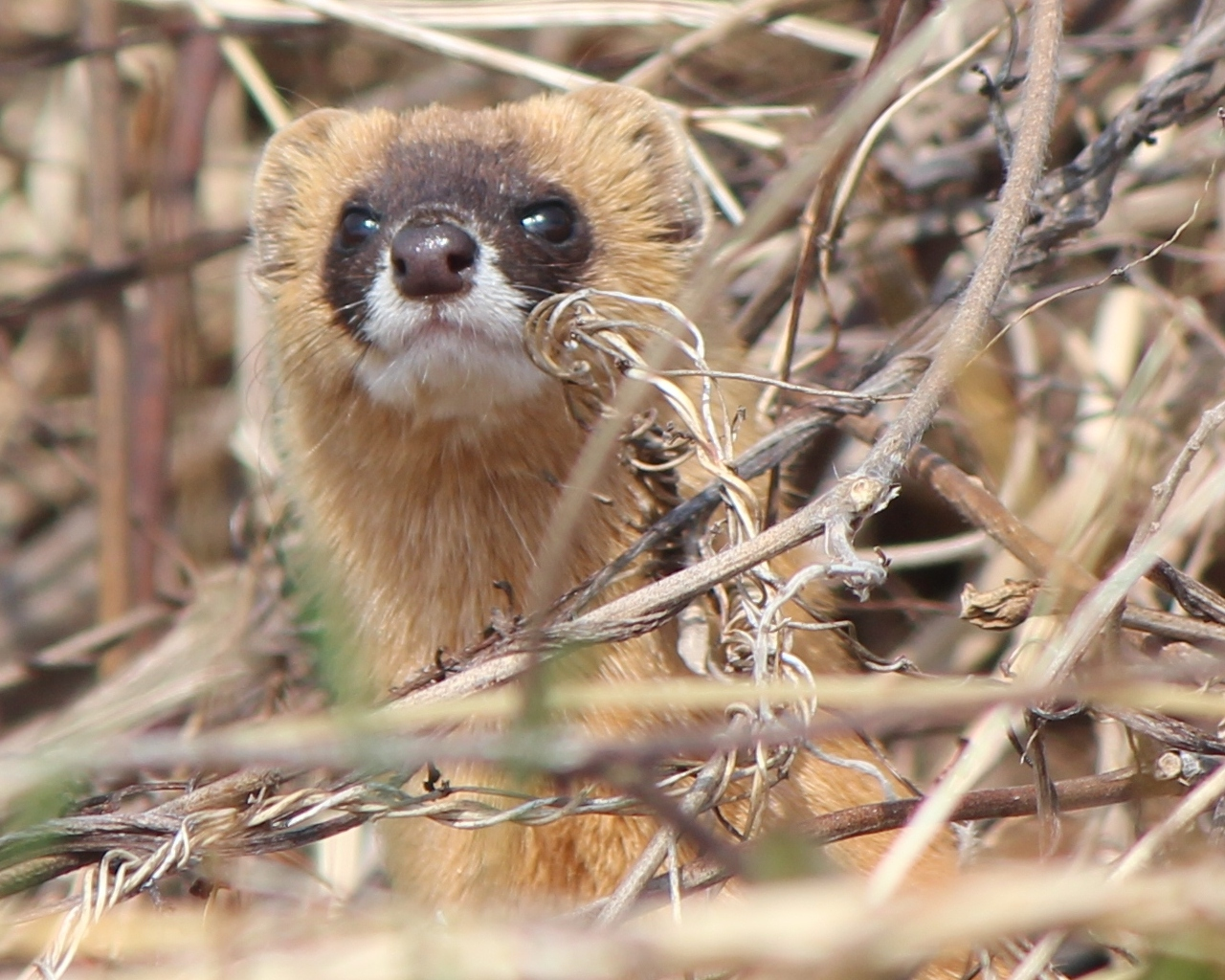
頭部
背
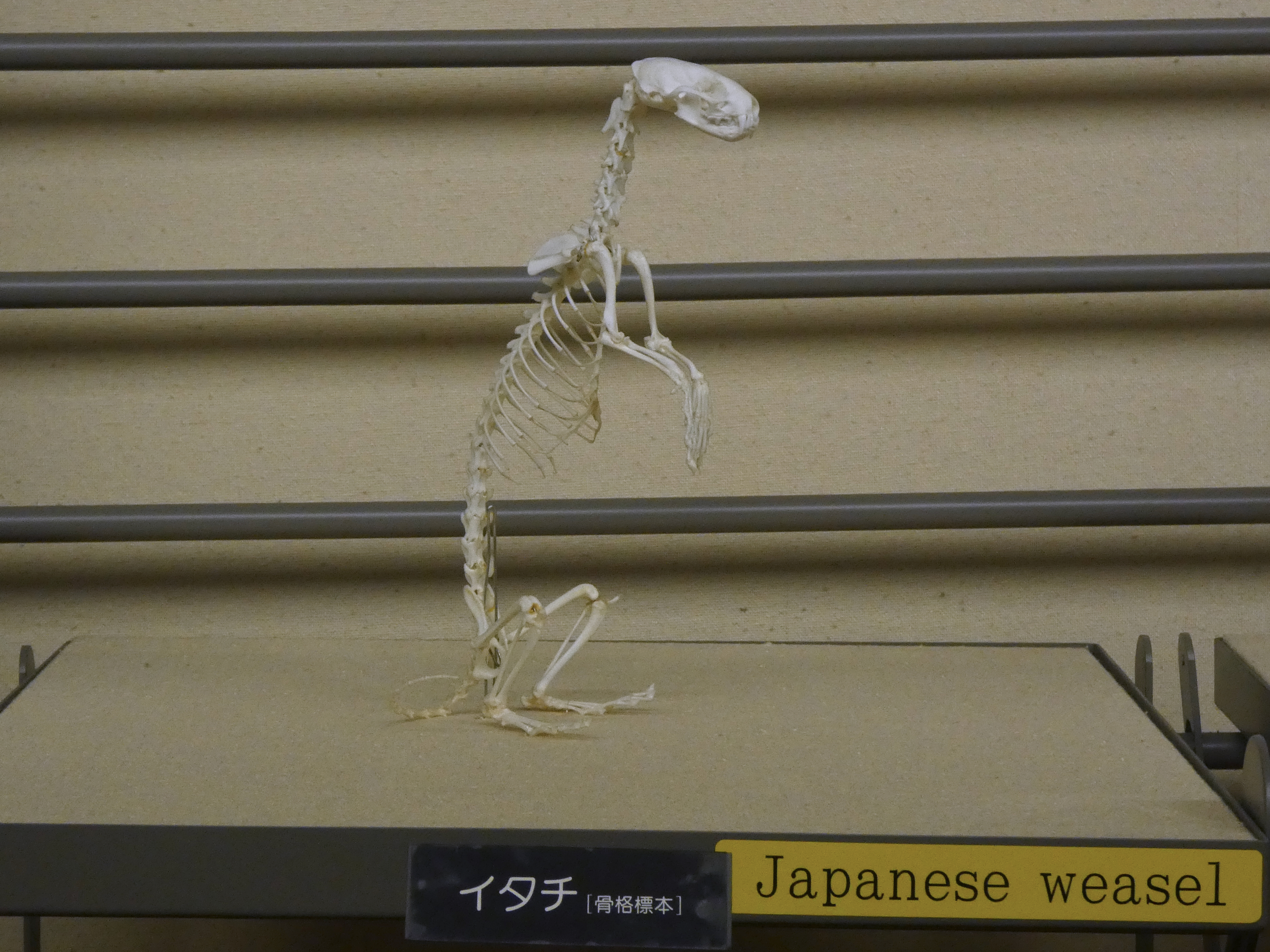
骨格標本

## 生態

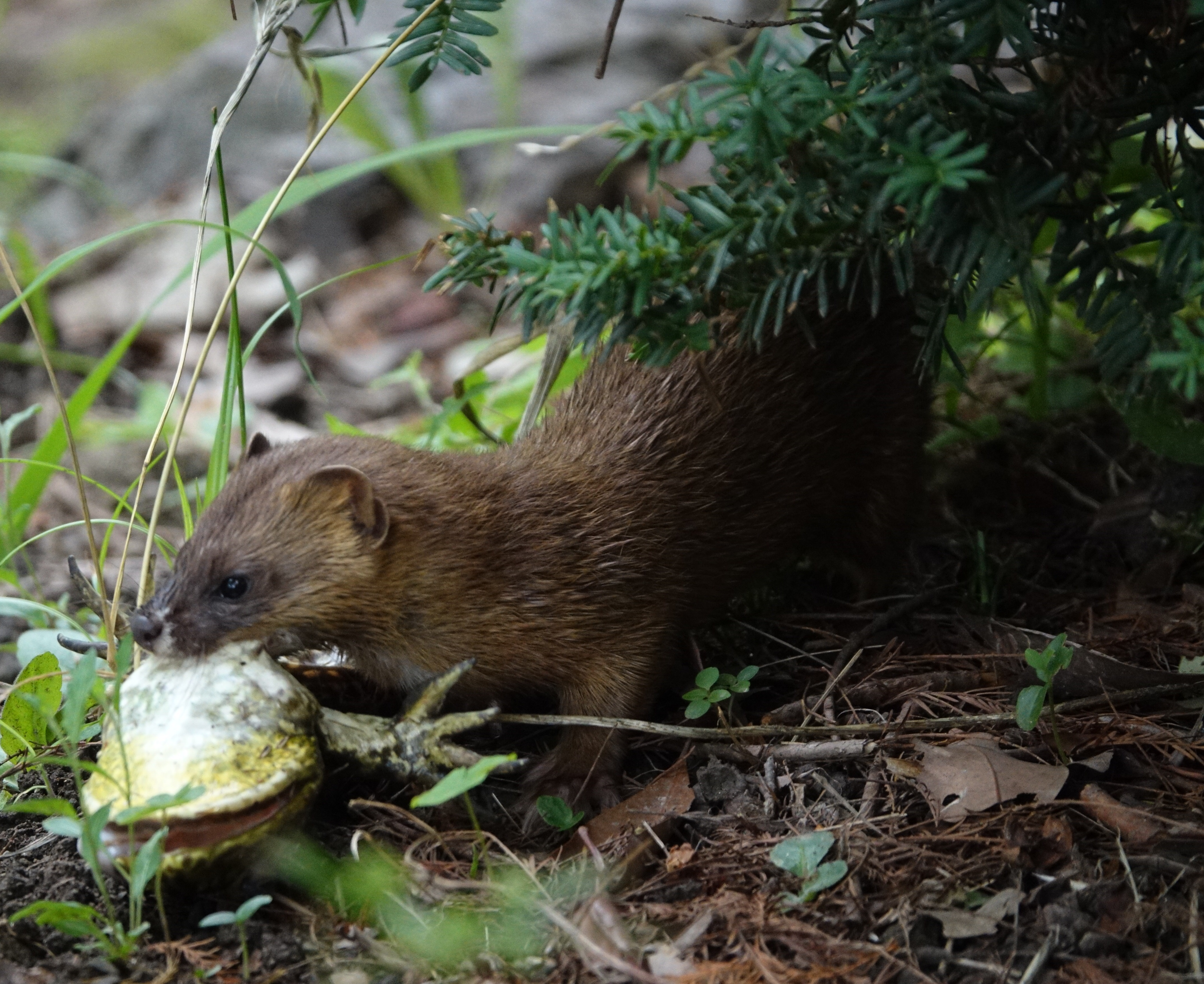
カエルを捕獲するニホンイタチ

本種は冬眠はしないで1年中活動し、その活動時間帯は特に定まっておらず、昼夜活動する。繁殖期以外は基本的に単独で行動する。本種の手足の指の間には蹼（みずかき）があり、泳ぎが得意である。厳冬期にも水に入り、潜ることもある。主な活動地域は川や湖沼、湿地、沢などの水辺であるが、水辺から離れた森林地帯にも生息しており、樹木に登ることもある。本種は用心深く、後肢で2本足立ちして周囲を見回すことがある。この行動を目蔭（まかげ）という。
巣は、既存の穴や隙間を使用する。メスの活動領域はオスの活動領域よりも狭く、オスの活動領域は複数のメスの活動領域にまたがる。
食性は主に動物食で、ネズミや鳥、両生類、魚、カニ、ザリガニ、昆虫類、ミミズ、トカゲなどの爬虫類、動物の死体など。また、ヤマグワやサクラ、ヤマブドウ、マタタビ、コクワ（サルナシ）の実などの植物質のものも食べる。

### 繁殖と子イタチの独立
繁殖期は、九州では年に2回あり、1回の出産の産仔数は1 - 8匹で、平均は3 - 5匹。北海道での繁殖は年に1回で、発情期は4月中旬から6月上旬。妊娠期間は、1937年の記録によると、養殖されていた個体では37日間という記録がある。子育てはメスだけで行う。新生子の体毛は薄く、視力はない。生後約5週目で視力を得て、離乳期は生後8 - 10週目、10週目頃から幼獣自身で餌を捕獲するようになり、秋に親離れする。翌年には繁殖できる個体が多い。

## 北海道への移入
犬飼哲夫（Inukai, 1932; 犬飼、1934年）によると、明治初期に本州以南から出港した船舶に侵入していた個体が函館港から上陸し、野生化した。なお、昭和初期までの北海道の文献にエゾイタチと書かれているのは、ほとんどの場合エゾオコジョのことである。
本種の北海道本島での拡散状況は次の通り。
- 明治初期 - 函館に上陸。
- 1914年（大正3年）- 花畔（ばんなぐろ、現石狩市）で確認。
- 1934年（昭和9年）- 根室地方以外の北海道に拡散。
- その後 - 根室地方で確認され、北海道本島全域で野生化。

北海道本島への移入は偶然の出来事であったが、本島周辺の島嶼部ではノネズミ駆除目的で人為的に移入された。
- 1933年（昭和8年）- 利尻島。
- 1940年（昭和15年）- 礼文島。
- 1948年（昭和23年）- 奥尻島（犬飼、1949年）。
- 1952年（昭和27年）- 焼尻島。

## チョウセンイタチの侵入
日本におけるチョウセンイタチの自然分布地域は対馬のみであるが、現在は西日本の九州と四国、中国地方、近畿地方、そして東海地方にも生息し、本種の生息地域を侵食している。本節では外来種としてのチョウセンイタチについて説明する。
これらの地域に生息するチョウセンイタチは、1949年（昭和24年）頃に九州に侵入した個体が拡散したものと考えられているが、太平洋戦争前に飼育していたという情報もある。1931年（昭和6年）9月の満州事変以後に国策として毛皮の生産が奨励されたため、毛皮目的で本種の養殖が行われていたので、チョウセンイタチも毛皮目的で養殖していた可能性はある。
青井俊樹と前田喜四雄の研究（1995年度）によると、チョウセンイタチの生息域拡大は、チョウセンイタチと本種との間の生存競争に本種が負けたためと推考される。またこの研究では、チョウセンイタチは平野部など人の生活地域での生息が多く、山岳地帯の急斜面の地形がチョウセンイタチの侵出を抑えているというデータが得られている。したがって山岳地帯が開発されて人が暮らしやすいように斜面の緩やかな地形になると、それに合わせてチョウセンイタチの侵出もそこに及ぶと推考される。チョウセンイタチは、特定外来生物による生態系等に係る被害の防止に関する法律の特定外来生物の対象外とされている。

## 種の保全状況評価
国際自然保護連合（IUCN）により、2016年からレッドリストの準絶滅危惧（NT）の指定を受けている。
日本では以下の都道府県で、レッドリストの指定を受けている。鳥獣の保護及び狩猟の適正化に関する法律により、狩猟鳥獣の指定を受けている。
- 絶滅危惧II類 - 佐賀県[23]、大阪府[24][25]
- 準絶滅危惧 - 東京都（区部と北多摩地区）、神奈川県、鳥取県（平野部の生息域が外来種のチョウセンイタチにおびやかされつつある。）[14]、島根県[15]、広島県、山口県[16]、香川県[17]、福岡県（平野で減少し、代わりにチョウセンイタチが広く分布するようになっている。）[18]、熊本県[19]、大分県[20]
- その他
  - 情報不足 - 群馬県[26] 、岡山県[27]、長崎県、宮崎県
  - 地帯別危惧 - 埼玉県[28]、宮崎県
  - 分布特性上重要 - 鹿児島県